# L'anatra all'arancia
L'anatra all'arancia è un film commedia italiano del 1975 diretto da Luciano Salce, liberamente ispirato all'omonima piéce teatrale di William Douglas-Home e Marc-Gilbert Sauvajon.

## Trama
Lisa e Livio Stefani sono una coppia agiata in crisi. Nonostante alcune loro licenze il loro rapporto sembra destinato a chiudersi definitivamente, in quanto lei è innamorata di Jean-Claude, un francese ricco e affascinante con il quale vorrebbe andare a vivere.
Livio gelosissimo, anziché reagire violentemente adotta una tattica più sottile. Propone alla donna di passare un ultimo fine settimana insieme nella loro villa al mare, invitando anche Jean-Claude, con cui dichiara di voler diventare amico.
A questo punto, però, Lisa non può impedire che anche Livio porti una compagnia femminile. Si unisce ai tre Patty, la disinibita segretaria e amante di lui detta 'pigna secca'. Nell'incontro a quattro, che ufficialmente dovrebbe consacrare civilmente e senza traumi una separazione consensuale, la gelosia cresce tra i due consorti e ognuno cerca di screditare l'altro agli occhi del rispettivo amante.
Lisa, in cuor suo furiosa per la relazione di Livio con la giovane e sexy Patty, è costretta a controllarsi per rimanere all'altezza dell'apparente calma del marito. Livio prepara una sua specialità culinaria, l'anatra all'arancia, specificando che è il pasto del loro viaggio di nozze e che il suo tocco personale è il piticarmo, presunta spezia afrodisiaca.
I divertenti equivoci che si vengono a creare tra i quattro (più la gelosia che provano a vicenda Lisa e Livio) fanno da sfondo ad una serata davvero particolare e divertente. L'indomani mattina, poco prima della partenza con Jean-Claude, Lisa si lascia sfuggire che non è più tanto certa di volerlo accompagnare. Il francese, umiliato ma per niente sorpreso, decide di andarsene da solo e Livio, a sorpresa, gli dà un pugno.
Lisa, infuriata per il gesto di Livio, cambia ancora idea e si dichiara pronta ad andarsene con il suo amante, così i due partono con il panfilo di Jean-Claude. Livio, disperato, li rincorre con il motoscafo, ma il motore si blocca improvvisamente. Mentre Livio si abbandona in balia degli eventi viene raggiunto a nuoto da Lisa che si è gettata dalla barca del suo amante. Alla fine i due coniugi si riconciliano.

## Produzione
Il film è stato girato a Roma e a Punta Ala, per la scena marittima.
Per la sequenza esilarante di Patty punta da un insetto e torturata da Lisa, si è fatto ricorso a una riproduzione in gomma del fondoschiena della segretaria. Sullo sfondo il pupazzo del Gatto Briscolone, mascotte del varietà Canzonissima 1973.

## Distribuzione
Il film è uscito nelle sale italiane il 20 dicembre 1975.

## Riconoscimenti
- 1976 – David di Donatello
  - Migliore attrice protagonista a Monica Vitti
- 1976 – Nastro d'argento
  - Migliore attrice protagonista a Monica Vitti